# Aperileptus bellulus
Aperileptus bellulus là một loài tò vò trong họ Ichneumonidae.